# Goostrey
Goostrey är en ort och civil parish i Storbritannien.   Den ligger i kommunen Cheshire East i riksdelen England, i den södra delen av landet, 240 km nordväst om huvudstaden London. Goostrey ligger 68 meter över havet och antalet invånare är 2 074.
Terrängen runt Goostrey är platt, och sluttar brant västerut. Runt Goostrey är det tätbefolkat, med 442 invånare per kvadratkilometer. Närmaste större samhälle är Crewe, 15,9 km söder om Goostrey. Trakten runt Goostrey består i huvudsak av gräsmarker.